# Чемпіонат світу з гандболу серед чоловіків
Чемпіонат світу з гандболу — змагання національних збірних, проводиться під егідою Міжнародної гандбольної федерації з 1938 року.

## Історія
Перший чемпіонат світу з гандболу 7х7 серед чоловічих команд відбувся 5 - 6 лютого 1938 року в берлінському спортзалі «Дойчландгалле». У ньому взяли участь всього 4 команди, ігри проходили за скороченим регламентом - 2 тайми по 15 хвилин. Такий турнір важко назвати чемпіонатом світу, і все ж початок був покладений.
Друга світова війна перервала розвиток міжнародного гандболу. Черговий чемпіонат світу відбувся лише через шістнадцять років, у фіналі виступило 6 команд.
З III чемпіонату світу (1958), організатором якого була Федерація гандболу НДР, боротьбу за першість ведуть по 16 чоловічих команд. Трирічний цикл, що існував до 1970 року, після включення гандболу в програму Олімпійських ігор був замінений чотирирічним.
З 1995 року у фінальних турнірах світових першостей бере участь 24 команди, тепер вони проводяться один раз на два роки. З 2021 року по 32 збірні змагаються за титул чемпіона світу.
Призерами чемпіонатів світу ставали виключно європейські команди, найбільших успіхів досягла збірна Франції (6 перемог), Швеції і Румунії (по 4 перемоги), а також Німеччини, СРСР/Росії (по 3 перемоги). До 2013 року призерами чемпіонатів світу ставали виключно європейські команди, а в 2015 році срібні медалі вперше завоювала збірна Катару. Раніше з неєвропейських команд найкращими результатами володіли представники Африки - гандболісти Єгипту в 2001-му та Тунісу в 2005-му займали 4-і місця, програючи в півфіналі майбутнім чемпіонам світу.

## Призери
| Рік  | Країна-організатор        | Золото         | Срібло         | Бронза         |
| 1938 | Німеччина                 | Німеччина      | Австрія        | Швеція         |
| 1954 | Швеція                    | Швеція         | ФРН            | Чехословаччина |
| 1958 | НДР                       | Швеція         | Чехословаччина | ФРН            |
| 1961 | ФРН                       | Румунія        | Чехословаччина | Швеція         |
| 1964 | Чехословаччина            | Румунія        | Швеція         | Чехословаччина |
| 1967 | Швеція                    | Чехословаччина | Данія          | Румунія        |
| 1970 | Франція                   | Румунія        | НДР            | Югославія      |
| 1974 | НДР                       | Румунія        | НДР            | Югославія      |
| 1978 | Данія                     | ФРН            | СРСР           | НДР            |
| 1982 | ФРН                       | СРСР           | Югославія      | Польща         |
| 1986 | Швейцарія                 | Югославія      | Угорщина       | НДР            |
| 1990 | Чехословаччина            | Швеція         | СРСР           | Румунія        |
| 1993 | Швеція                    | Росія          | Франція        | Швеція         |
| 1995 | Ісландія                  | Франція        | Хорватія       | Швеція         |
| 1997 | Японія                    | Росія          | Швеція         | Франція        |
| 1999 | Єгипет                    | Швеція         | Росія          | Югославія      |
| 2001 | Франція                   | Франція        | Швеція         | Югославія      |
| 2003 | Португалія                | Хорватія       | Німеччина      | Франція        |
| 2005 | Туніс                     | Іспанія        | Хорватія       | Франція        |
| 2007 | Німеччина                 | Німеччина      | Польща         | Данія          |
| 2009 | Хорватія                  | Франція        | Хорватія       | Польща         |
| 2011 | Швеція                    | Франція        | Данія          | Іспанія        |
| 2013 | Іспанія                   | Іспанія        | Данія          | Хорватія       |
| 2015 | Катар                     | Франція        | Катар          | Польща         |
| 2017 | Франція                   | Франція        | Норвегія       | Словенія       |
| 2019 | Данія, Німеччина          | Данія          | Норвегія       | Франція        |
| 2021 | Єгипет                    | Данія          | Швеція         | Іспанія        |
| 2023 | Польща, Швеція            | Данія          | Франція        | Іспанія        |
| 2025 | Хорватія, Норвегія, Данія | Данія          | Хорватія       | Франція        |
| 2027 | Німеччина                 |                |                |                |

## Медальний залік
| Місце                | Країна               | Золото | Срібло | Бронза | Загалом |
| -------------------- | -------------------- | ------ | ------ | ------ | ------- |
| 1                    | Франція              | 6      | 2      | 5      | 13      |
| 2                    | Швеція               | 4      | 4      | 4      | 12      |
| 3                    | Данія                | 4      | 3      | 1      | 8       |
| 4                    | Румунія              | 4      | 0      | 2      | 6       |
| 5                    | Німеччина            | 2      | 2      | 1      | 5       |
| 6                    | Росія                | 2      | 1      | 0      | 3       |
| 7                    | Іспанія              | 2      | 0      | 3      | 5       |
| 8                    | Хорватія             | 1      | 4      | 1      | 6       |
| 9                    | Чехословаччина       | 1      | 2      | 2      | 5       |
| 10                   | СРСР                 | 1      | 2      | 0      | 3       |
| 11                   | Югославія            | 1      | 1      | 2      | 4       |
| 12                   | ФРН                  | 1      | 0      | 0      | 1       |
| 13                   | НДР                  | 0      | 2      | 2      | 4       |
| 14                   | Норвегія             | 0      | 2      | 0      | 2       |
| 15                   | Польща               | 0      | 1      | 3      | 4       |
| 16                   | Австрія              | 0      | 1      | 0      | 1       |
| 16                   | Угорщина             | 0      | 1      | 0      | 1       |
| 16                   | Катар                | 0      | 1      | 0      | 1       |
| 19                   | Сербія               | 0      | 0      | 2      | 2       |
| 20                   | Словенія             | 0      | 0      | 1      | 1       |
| Загалом (20 збірних) | Загалом (20 збірних) | 29     | 29     | 29     | 87      |

## Чемпіонати світу в цифрах

### Найкращі бомбардири

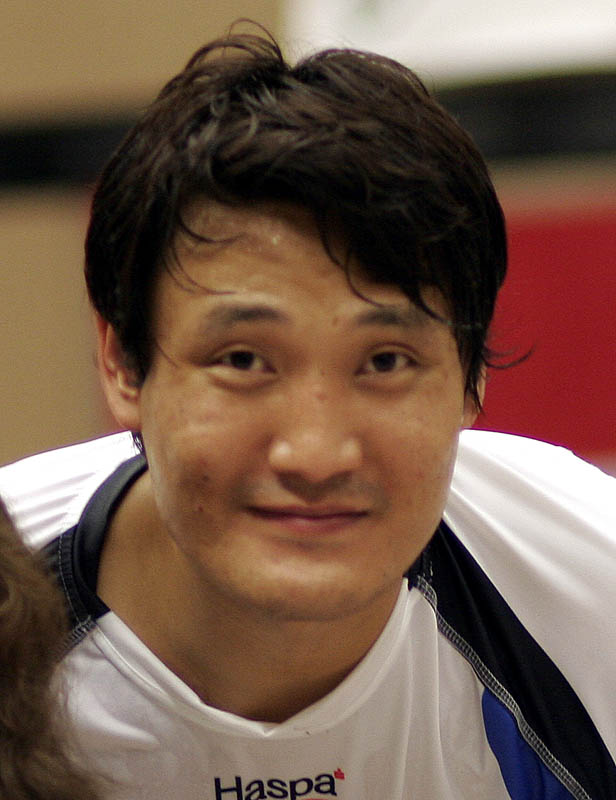
Кореєць Юн Кен Сін — єдиний, хто двічі ставав найкращим бомбардиром чемпіонатів світу

- 1938.  Ганс Теліг,  Інге Ламберг — по 6
- 1954.  Олаф Майхрцак — 16
- 1958.  Могенс Ольсен — 46
- 1961.  Петре Іванеску — 24
- 1964.  Йосип Мілкович,  Іон Мозер,  Андреаш Феньє — по 32
- 1967.  Герберт Любкінг — 38
- 1970.  Володимир Максимов — 31
- 1974.  Штефан Бірталан — 43
- 1978.  Петер Ковач,  Єжи Клемпель — по 47
- 1982.  Василь Стінга — 65
- 1986.  Чжа Вон Кан — 67
- 1990.  Хуліан Дуранона — 55
- 1993.  Марк Баумгартнер — 47
- 1995.  Юн Кен Сін — 86
- 1997.  Юн Кен Сін — 62
- 1999.  Роландо Уріос — 57
- 2001.  Едуард Кокшаров — 61
- 2003.  Карлос Перес — 64
- 2005.  Віссем Хмам — 81
- 2007.  Гудьон Сігурдссон — 66
- 2009.  Кирил Лазаров — 92
- 2011.  Міккель Гансен — 68
- 2013.  Андерс Еггерт — 55
- 2015.  Драган Гаіч — 71
- 2017.  Кирил Лазаров — 50
- 2019.  Міккель Гансен — 72
- 2021.  Франкіс Марсо — 58
- 2023.  Матіас Гідсель — 60
- 2025.  Матіас Гідсель — 74

### Найбільші перемоги
| Різниця | Матч                   | Рахунок | РІк  | Стадія        |
| 42      | Німеччина — Люксембург | 46:4    | 1958 | груповий етап |
| 40      | Ісландія — Австралія   | 55:15   | 2003 | груповий етап |
| 40      | Іспанія — Австралія    | 51:11   | 2013 | груповий етап |

### Найрезультативніші матчі
| М'ячі | Матч                        | Рахунок | Рік  | Стадія               |
| 80    | Румуния — Росія             | 42:38   | 2009 | за 15-е місце        |
| 76    | Іспанія — Ісландія          | 40:36   | 2007 | за 7-е місце         |
| 74    | Іспанія — Хорватія          | 40:34   | 2005 | фінал                |
| 74    | Австрія — Словаччина        | 35:39   | 2011 | за 17-е місце        |
| 73    | Чехія — Німеччина           | 34:39   | 2005 | за 9-е місце         |
| 72    | Румунія — Іспанія           | 32:40   | 2009 | Президентський кубок |
| 71    | Хорватія — Республіка Корея | 33:38   | 2001 | груповий етап        |
| 71    | Польща — Туніс              | 40:31   | 2007 | 2-й груповий етап    |
| 71    | Румунія — Словаччина        | 33:38   | 2011 | Президентський кубок |
| 71    | Іспанія — Білорусь          | 38:33   | 2015 | Груповий етап        |
| 70    | Ісландія — Австралія        | 55:15   | 2003 | груповий етап        |
| 70    | Данія — Канада              | 52:18   | 2005 | 2-й груповий етап    |

### Найрезультативніші матчі з овертаймом
| М'ячі | Матч                         | Рахунок | Рік  | Стадія       |
| 83    | Ісландія — Данія             | 41:42   | 2007 | 1/4 фіналу   |
| 78    | Іспанія — Росія              | 40:38   | 2001 | за 5-е місце |
| 72    | Франція — Данія              | 37:35   | 2011 | фінал        |
| 70    | Республіка Корея — Югославія | 37:33   | 1997 | 1/8 фіналу   |

### Найрезультативніші матчі з двома овертаймами
| М'ячі | Матч                  | Рахунок | Рік  | Стадія        |
| 76    | Іспанія — Хорватія    | 37:39   | 2003 | 1/2 фіналу    |
| 75    | Німеччина — Аргентина | 40:35   | 2011 | за 11-е місце |
| 71    | Хорватія — Україна    | 34:37   | 2001 | 1/8 фіналу    |

### Найрезультативніші овертайми
| М'ячі | Матч                  | Рахунок | Рік  | Стадія                    |
| 15    | Ісландія — Данія      | 7:8     | 2007 | 1/4 фіналу                |
| 14    | Іспанія — Хорватія    | 6:8     | 2003 | 1/2 фіналу                |
| 13    | Югославія — Угорщина  | 6:7     | 2003 | 1/2 фіналу за 5—8-е місця |
| 13    | Німеччина — Аргентина | 9:4     | 2011 | за 11-е місце             |

### Найменш результативні матчі
| М'ячі | Матч                | Рахунок | Рік  | Стадія |
| 3     | Швеція — Данія      | 2:1     | 1938 |        |
| 9     | Німеччина — Швеція  | 7:2     | 1938 |        |
| 9     | Австрія — Швеція    | 5:4     | 1938 |        |
| 9     | Німеччина — Австрія | 5:4     | 1938 |        |
| 9     | Австрія — Данія     | 7:2     | 1938 |        |

### Найменш результативні матчі з овертаймом
| М'ячі | Матч               | Рахунок | Рік  | Стадія       |
| 25    | Норвегія — Франція | 13:12   | 1961 | 1/4 фіналу   |
| 35    | НДР — ФРН          | 18:17   | 1970 | 1/4 фіналу   |
| 40    | Румунія — СРСР     | 21:19   | 1967 | за 3-є місце |

### Найменш результативні матчі з двома овертаймами
| М'ячі | Матч                     | Рахунок | Рік  | Стадія |
| 17    | Румунія — Чехословаччина | 9:8     | 1961 | фінал  |
| 25    | Румунія — НДР            | 13:12   | 1970 | фінал  |

### Найвища результативність команди в матчі
| М'ячі | Команда  | Матч                 | Рахунок | Рік  | Стадія        |
| 55    | Ісландія | Ісландія — Австралія | 55:15   | 2003 | груповий етап |
| 52    | Данія    | Данія — Канада       | 52:18   | 2005 | груповий етап |
| 51    | Іспанія  | Іспанія — Австралія  | 51:11   | 2013 | груповий етап |
| 49    | Швеція   | Швеція — Австралія   | 49:17   | 1999 | груповий етап |
| 49    | Швеція   | Швеція — Австралія   | 49:16   | 2005 | груповий етап |

### Найнижча результативність команди в матчі
| М'ячі | Команда | Матч               | Рахунок | Рік  | Стадія |
| 1     | Данія   | Швеція — Данія     | 2:1     | 1938 |        |
| 2     | Швеція  | Швеція — Данія     | 2:1     | 1938 |        |
| 2     | Швеція  | Німеччина — Швеція | 7:2     | 1938 |        |
| 2     | Данія   | Австрія — Данія    | 7:2     | 1938 |        |
| 3     | Данія   | Німеччина — Данія  | 11:3    | 1938 |        |
| 3     | США     | Югославія — США    | 22:3    | 1964 |        |
| 3     | Канада  | Румунія — Канада   | 27:3    | 1967 |        |

## Чемпіонати світу з гандболу 11х11
Чемпіонати світу з гандболу 11х11 у 1930-1960-х роках займали важливе місце в календарі міжнародних змагань. За цей період було проведено сім чоловічих чемпіонатів світу. Включення гандболу 7х7 в програму XX Олімпійських ігор (1972) вирішили наперед долю гри з одинадцятьма спортсменами - всі провідні гандбольні країни світу перейшли на гру на малому майданчику. Після відмови ряду національних федерацій від участі у VIII чемпіонаті світу з гандболу 11х11, який передбачалося провести в 1969 році в ФРН, і падінням популярності гри на великому полі Міжнародна федерація гандболу ухвалила рішення про припинення проведення чемпіонатів світу з гандболу 11х11.
| Рік  | Країна-організатор | Золото    | Срібло    | Бронза         |
| 1938 | Німеччина          | Німеччина | Швейцарія | Угорщина       |
| 1948 | Франція            | Швеція    | Данія     | Швейцарія      |
| 1952 | Швейцарія          | ФРН       | Швеція    | Швейцарія      |
| 1955 | ФРН                | ФРН       | Швейцарія | Чехословаччина |
| 1959 | Австрія            | ФРН       | Румунія   | Швеція         |
| 1963 | Швейцарія          | НДР       | ФРН       | Швейцарія      |
| 1966 | Австрія            | ФРН       | НДР       | Австрія        |